# 鲁珀特·维尔特
鲁珀特·维尔特（德語：Rupert Wildt，/ˈvɪlt/，1905年6月25日—1976年1月9日），德国-美国天文学家。
维尔特出生于德国慕尼黑。1927年，他获得了柏林大学博士学位。他之后加入了哥廷根大学，专门研究大气层的性质。

## 奖项和荣誉
- 爱丁顿奖章（1966年）[2]
- 小行星 1953 鲁珀特·维尔特以他的名字命名
- 月球环形山维尔特以他的名字命名